# ロベルト・イエルサリムスキー
ロベルト・イエルサリムスキー (ポルトガル語: Roberto Ierusalimschy、1960年5月21日 - ) は、ブラジルの計算機科学者である。プログラミング言語 Luaの設計者として知られている。リオデジャネイロ・カトリカ大学で計算機科学の博士号を取得後、同大学のインフォマティクスの准教授に任命される。現在は教授を務めている。1991年から1992年にかけてウォータールー大学で博士研究員を務め、2011年から2012年にかけてスタンフォード大学で客員教授を務めた。彼はLuaの主要な設計者・開発者である。また、解析表現文法を実装するためのLuaのライブラリ LPegの開発も担当している。